# Liste des représentants des États-Unis pour le New Hampshire
Le New Hampshire dispose de deux élus à la Chambre des représentants des États-Unis.

## Délégation au 119econgrès (2025-2027)
| District | Nom               | Nom | Début du mandat                            | Parti | Parti     |
| -------- | ----------------- | --- | ------------------------------------------ | ----- | --------- |
| 1        | Chris Pappas      |     | 3 janvier 2019 (6 ans, 2 mois et 20 jours) |       | Démocrate |
| 2        | Maggie Goodlander |     | 3 janvier 2025 (2 mois et 20 jours)        |       | Démocrate |

### Démographie

#### Parti politique
- deux démocrates

#### Sexe
- un homme
- une femme

#### Race
- deux Blancs

#### Âge
- De 30 à 40 ans : un
- De 60 à 70 ans : un

#### Religions
- Catholicisme : une
- Épiscopalisme : une

## Délégations historiques

### De 1789 à 1883
De l'indépendance des États-Unis à 1883, le New Hampshire élit de trois à six représentants au Congrès. Ils sont élus à l'échelle de l'État jusqu'en 1853, année où trois districts congressionels sont créés.

### Depuis 1883
Depuis 1883, le New Hampshire dispose de deux sièges à la Chambre des représentants fédérale.
| Congrès          | 1er district | 1er district | 1er district                      | 2e district                  | 2e district | 2e district                      |
| ---------------- | ------------ | ------------ | --------------------------------- | ---------------------------- | ----------- | -------------------------------- |
| 48e (1883-1885)  |              |              |                                   |                              |             |                                  |
| 49e (1885-1887)  |              |              |                                   |                              |             |                                  |
| 50e (1887-1889)  |              |              |                                   |                              |             |                                  |
| 51e (1889-1891)  |              |              |                                   |                              |             |                                  |
| 52e (1891-1893)  |              |              |                                   |                              |             |                                  |
| 53e (1893-1895)  |              |              |                                   |                              |             |                                  |
| 54e (1895-1897)  |              |              |                                   |                              |             |                                  |
| 55e (1897-1899)  |              |              |                                   |                              |             |                                  |
| 56e (1899-1901)  |              |              |                                   |                              |             |                                  |
| 57e (1901-1903)  |              |              |                                   |                              |             |                                  |
| 58e (1903-1905)  |              |              |                                   |                              |             |                                  |
| 59e (1905-1907)  |              |              |                                   |                              |             |                                  |
| 60e (1907-1909)  |              |              |                                   |                              |             |                                  |
| 61e (1909-1911)  |              |              |                                   |                              |             |                                  |
| 62e (1911-1913)  |              |              |                                   |                              |             |                                  |
| 63e (1913-1915)  |              |              |                                   |                              |             |                                  |
| 64e (1915-1917)  |              |              |                                   |                              |             |                                  |
| 65e (1917-1919)  |              |              |                                   |                              |             |                                  |
| 66e (1919-1921)  |              |              |                                   |                              |             |                                  |
| 67e (1921-1923)  |              |              |                                   |                              |             |                                  |
| 68e (1923-1925)  |              |              |                                   |                              |             |                                  |
| 69e (1925-1927)  |              |              |                                   |                              |             |                                  |
| 70e (1927-1929)  |              |              |                                   |                              |             |                                  |
| 71e (1929-1931)  |              |              |                                   |                              |             |                                  |
| 72e (1931-1933)  |              |              |                                   |                              |             |                                  |
| 73e (1933-1935)  |              |              | William Nathaniel Rogers (en) (D) |                              |             | Charles W. Tobey (en) (R)        |
| 74e (1935-1937)  |              |              | William Nathaniel Rogers (en) (D) |                              |             | Charles W. Tobey (en) (R)        |
| 75e (1937-1938)  |              |              | Arthur B. Jenks (en) (R)          |                              |             | Charles W. Tobey (en) (R)        |
| 75e (1938-1939)  |              |              | Alphonse Roy (en) (D)             |                              |             | Charles W. Tobey (en) (R)        |
| 76e (1939-1941)  |              |              | Arthur B. Jenks (en) (R)          |                              |             | Foster Waterman Stearns (en) (R) |
| 77e (1941-1943)  |              |              | Arthur B. Jenks (en) (R)          |                              |             | Foster Waterman Stearns (en) (R) |
| 78e (1943-1945)  |              |              | Chester Earl Merrow (en) (R)      |                              |             | Foster Waterman Stearns (en) (R) |
| 79e (1945-1947)  |              |              | Chester Earl Merrow (en) (R)      | Sherman Adams (R)            |             |                                  |
| 80e (1947-1949)  |              |              | Chester Earl Merrow (en) (R)      | Norris Cotton (en) (R)       |             |                                  |
| 81e (1949-1951)  |              |              | Chester Earl Merrow (en) (R)      | Norris Cotton (en) (R)       |             |                                  |
| 82e (1951-1953)  |              |              | Chester Earl Merrow (en) (R)      | Norris Cotton (en) (R)       |             |                                  |
| 83e (1953-1955)  |              |              | Chester Earl Merrow (en) (R)      | Norris Cotton (en) (R)       |             |                                  |
| 84e (1955-1957)  |              |              | Chester Earl Merrow (en) (R)      | Perkins Bass (en) (R)        |             |                                  |
| 85e (1957-1959)  |              |              | Chester Earl Merrow (en) (R)      | Perkins Bass (en) (R)        |             |                                  |
| 86e (1959-1961)  |              |              | Chester Earl Merrow (en) (R)      | Perkins Bass (en) (R)        |             |                                  |
| 87e (1961-1963)  |              |              | Chester Earl Merrow (en) (R)      | Perkins Bass (en) (R)        |             |                                  |
| 88e (1963-1965)  |              |              | Louis C. Wyman (en) (R)           |                              |             | James Colgate Cleveland (en) (R) |
| 89e (1965-1967)  |              |              | Joseph Oliva Huot (en) (D)        |                              |             | James Colgate Cleveland (en) (R) |
| 90e (1967-1969)  |              |              | Louis C. Wyman (en) (R)           |                              |             | James Colgate Cleveland (en) (R) |
| 91e (1969-1971)  |              |              | Louis C. Wyman (en) (R)           |                              |             | James Colgate Cleveland (en) (R) |
| 92e (1971-1973)  |              |              | Louis C. Wyman (en) (R)           |                              |             | James Colgate Cleveland (en) (R) |
| 93e (1973-1975)  |              |              | Louis C. Wyman (en) (R)           |                              |             | James Colgate Cleveland (en) (R) |
| 94e (1975-1977)  |              |              | Norman D'Amours (D)               |                              |             | James Colgate Cleveland (en) (R) |
| 95e (1977-1979)  |              |              | Norman D'Amours (D)               |                              |             | James Colgate Cleveland (en) (R) |
| 96e (1979-1981)  |              |              | Norman D'Amours (D)               |                              |             | James Colgate Cleveland (en) (R) |
| 97e (1981-1983)  |              |              | Norman D'Amours (D)               | Judd Gregg (R)               |             |                                  |
| 98e (1983-1985)  |              |              | Norman D'Amours (D)               | Judd Gregg (R)               |             |                                  |
| 99e (1985-1987)  |              |              | Bob Smith (en) (R)                | Judd Gregg (R)               |             |                                  |
| 100e (1987-1989) |              |              | Bob Smith (en) (R)                | Judd Gregg (R)               |             |                                  |
| 101e (1989-1991) |              |              | Bob Smith (en) (R)                | Charles Douglas III (en) (R) |             |                                  |
| 102e (1991-1993) |              |              | Bill Zeliff (en) (R)              |                              |             | Richard Swett (en) (D)           |
| 103e (1993-1995) |              |              | Bill Zeliff (en) (R)              |                              |             | Richard Swett (en) (D)           |
| 104e (1995-1997) |              |              | Bill Zeliff (en) (R)              | Charles Bass (en) (R)        |             |                                  |
| 105e (1997-1999) |              |              | John E. Sununu (R)                | Charles Bass (en) (R)        |             |                                  |
| 106e (1999-2001) |              |              | John E. Sununu (R)                | Charles Bass (en) (R)        |             |                                  |
| 107e (2001-2003) |              |              | John E. Sununu (R)                | Charles Bass (en) (R)        |             |                                  |
| 108e (2003-2005) |              |              | Jeb Bradley (en) (R)              | Charles Bass (en) (R)        |             |                                  |
| 109e (2005-2007) |              |              | Jeb Bradley (en) (R)              | Charles Bass (en) (R)        |             |                                  |
| 110e (2007-2009) |              |              | Carol Shea-Porter (D)             |                              |             | Paul Hodes (en) (D)              |
| 111e (2009-2011) |              |              | Carol Shea-Porter (D)             |                              |             | Paul Hodes (en) (D)              |
| 112e (2011-2013) |              |              | Frank Guinta (R)                  |                              |             | Charles Bass (en) (R)            |
| 113e (2013-2015) |              |              | Carol Shea-Porter (D)             |                              |             | Ann McLane Kuster (D)            |
| 114e (2015-2017) |              |              | Frank Guinta (R)                  |                              |             | Ann McLane Kuster (D)            |
| 115e (2017-2019) |              |              | Carol Shea-Porter (D)             |                              |             | Ann McLane Kuster (D)            |
| 116e (2019-2021) |              |              | Chris Pappas (D)                  |                              |             | Ann McLane Kuster (D)            |
| 117e (2021-2023) |              |              | Chris Pappas (D)                  |                              |             | Ann McLane Kuster (D)            |
| 118e (2023-2025) |              |              | Chris Pappas (D)                  |                              |             | Ann McLane Kuster (D)            |

## Premières
- Isabella Greenway est la première femme de l'État à être élue au Congrès en 2007.